# Годзила: Кралят на чудовищата
„Годзила: Кралят на чудовищата“ (на английски: Godzilla: King of the Monsters) е американски филм за чудовища от 2019 година. Режисиран е от Майкъл Дохърти, който е съавтор на сценария със Зак Шилдс. Той е продължение на филма „Годзила“ от 2014 и третият филм във МонстърВърс на Леджъндъри Пикчърс.
„Годзила: Кралят на чудовищата“ е издаден на 31 май 2019 г., получавайки смесени рецензии с похвали за визуалните ефекти, екшън сцените и музиката, но критики към тона, сценария и героите.

## Актьорски състав
- Кайл Чандлър – д-р Марк Ръсел, специалист по животинско поведение и комуникация
- Вера Фармига – д-р Ема Ръсел, бивша съпруга на д-р Марк Ръсел и палеобиолог
- Мили Боби Браун – Мадисън Ръсел, дъщеря на Ема и Марк Ръсел
- Чарлс Денс – Алън Джона, бивш полковник на британската армия превърнал се екотерорист
- Кен Уатанабе – д-р Иширо Серизауа, високо квалифициран учен и дефакто лидер на организацията Монарх
- Си Си Ейч Паундър – Сенатор Уилямс

## Възприемане

### Приходи
До 26 септември 2019 г. филмът е събрал 110,5 милиона щатски долара в САЩ и Канада, както и 275,4 милиона в други страни, като общата сума е 385,9 милиона долара. Бюджетът на филма се смята да е между 170 и 200 милиона долара. Критици от Rotten Tomatoes пресмятат, че филмът е трябвало да мине 600 милиона долара приходи, за да излезе на печалба.

### Мнение на критиците
В Rotten Tomatoes филмът има рейтинг на одобрение от 41% въз основа на 313 отзива, със средна оценка 5,2/10. Критиците в уебсайта гласят: „Годзила: Кралят на чудовищата“ предоставя невероятен екшън и потвърждава, че авангардните специални ефекти не са заместители на добрата история." От друга страна сайтът PostTrak дава рейтинг от 85% и „категорична препоръка“.

## В България
В България филмът е излъчен на 5 септември 2022 г. по bTV Cinema с български войсоувър дублаж на студио VMS. Екипът се състои от:
| Озвучаващи артисти  | Петя Абаджиева Гергана Стоянова Николай Николов Момчил Степанов Станислав Димитров |
| Преводач            | Диляна Петрова                                                                     |
| Тонрежисьор         | Георги Калудов                                                                     |
| Режисьор на дублажа | Добрин Добрев                                                                      |